# 1952 en philosophie
Chronologie de la philosophie
- 1948
- 1949
- 1950
- 1951
- 1952
- 1953
- 1954
- 1955
- 1956

L’année 1952 a été marquée, en philosophie, par les événements suivants :

## Décès
- 1er juin : John Dewey, philosophe américain, né en 1859, mort à 92 ans.